# Diep River
Der Diep River ist ein Fluss im Südwesten Südafrikas.

## Verlauf
Der Fluss entspringt nahe Riebeek Kasteel. Er fließt zunächst ein kurzes Stück nach Norden, dreht aber bald nach Südsüdwest und behält diesen Kurs bis zu seiner Mündung. Er durchfließt auf seinem Weg die Stadt Malmesbury. Der Diep River mündet in Kapstadt in die Tafelbucht.

## Hydrometrie
Die Abflussmenge des Diep River wurde am Adderley über die Jahre 1998 bis 2021 in m³/s gemessen.